# Бред Стивенс
Бредли Кент Стивенс (енгл. Bradley Kent Stevens; Индијанаполис, Индијана, 22. октобар 1976) бивши је амерички кошаркашки тренер. Актуелни је председник кошаркашких операција Бостон селтикса, након што их је од 2013. до 2021. тренирао.